# فرودگاه سینت ترزا پوینت

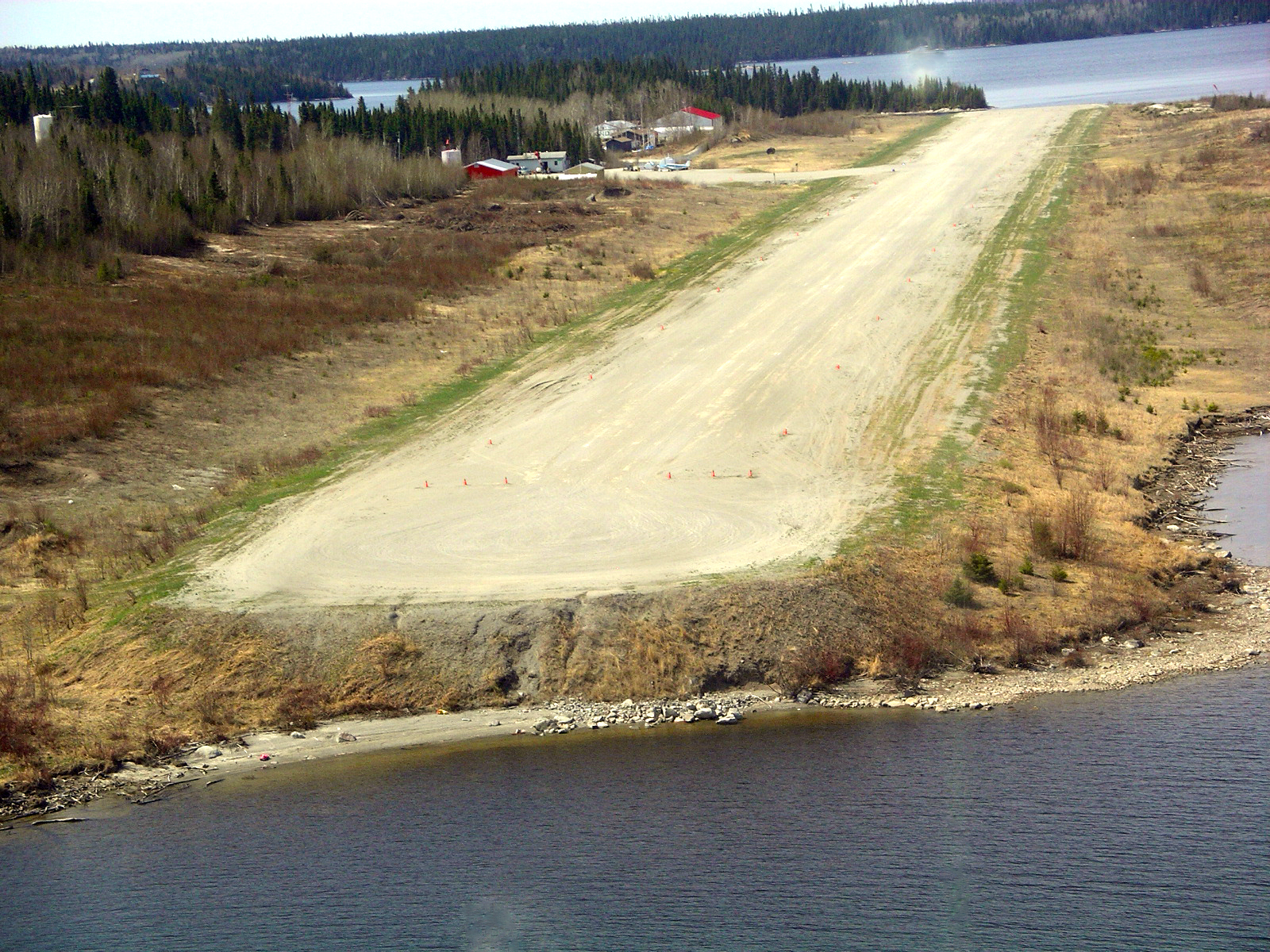
فرودگاه سینت ترزا پوینت

فرودگاه سینت ترزا پوینت (به انگلیسی: St. Theresa Point Airport) یک فرودگاه همگانی باربری با کد یاتا YST است که یک باند فرود صخره‌ای دارد و طول باند آن ۱۰۳۴ متر است. این فرودگاه در کشور کانادا قرار دارد و در ارتفاع ۲۳۴ متری از سطح دریا واقع شده است.

## شرکت‌های هواپیمایی و مقصدهای پروازی
| شرکت‌های هواپیمایی  | مقصدهای پروازی                  |
| ------------------ | ------------------------------- |
| Perimeter Aviation | وینیپگ جیمز آرمسترانگ ریچاردسون |